# Diretoria do Patrimônio Histórico e Documentação da Marinha
A Diretoria do Patrimônio Histórico e Documentação da Marinha (DPHDM) é um órgão militar de apoio subordinado a SGM – Secretaria-Geral da Marinha do Brasil que tem por objetivo a preservação e divulgação do patrimônio histórico e cultural, contribuindo para a conservação da memória institucional e o desenvolvimento da consciência marítima brasileira.
A DPHDM originou-se na Biblioteca da Marinha fundada dentro do Arsenal da Marinha da Corte em 1846. A partir dessa data, cresceu e se desenvolveu, abarcando outras instituições no processo, sofrendo várias mudanças ao longo do tempo até a organização atual, datada de 1 de julho de 2008.

## Missão
A missão da DPHDM é "preservar e divulgar o patrimônio histórico e cultural da Marinha, contribuindo para a conservação de sua memória e para o desenvolvimento da consciência marítima brasileira." Segundo a instituição, as seguintes tarefas devem ser realizadas para o cumprimento da mesma:
I. promover estudos e pesquisas, consolidar e publicar documentação sobre assuntos concernentes à cultura marítima;

II. propor normas relativas às atividades histórico-culturais da Marinha;
III. manter o registro da História Marítima do Brasil;
IV. administrar a Biblioteca da Marinha, o Arquivo da Marinha, a Ed. SDM, os Navios-Museus e os museus que lhe são subordinados, incluindo os diversos espaços para exposição;
V. controlar o inventário de todo acervo histórico, cultural, documental e artístico da Marinha;
VI. planejar e controlar, no âmbito da DPHDM, o emprego e o aperfeiçoamento técnico dos profissionais que exerçam atividades ligadas à história, à cultura e à documentação na Marinha;
VII. promover intercâmbios com entidades públicas e privadas, nacionais e estrangeiras, envolvidas com a história e a cultura marítimas;
VIII.promover programas comemorativos e a divulgação de eventos
histórico-culturais da Marinha;
IX. administrar as atividades técnicas de preservação, inclusive
quanto à preservação digital, relativas ao acervo sob sua guarda;
X. assessorar a Secretaria-Geral da Marinha (SGM) na determinação das necessidades de pessoal e material para as atividades histórico-culturais da Marinha;
XI. propor e incentivar a divulgação da cultura e história marítimas
para a sociedade em geral;

XII. manter o registro dos naufrágios de interesse histórico dos sítios arqueológicos submersos localizados em Águas Jurisdicionais Brasileiras e orientar, tecnicamente, as ações da Autoridade Marítima na preservação e proteção do Patrimônio Cultural Subaquático, em conformidade com a legislação vigente.

## História
Antes da criação da Diretoria, em 1802 houve a criação de uma biblioteca em Portugal que deveria reunir e preservar os acervos do Depósito de Escritos da Academia Real dos Guardas-Marinha, levados ao Brasil em 1808 junto com a corte portuguesa. Com o passar dos anos, o acervo tomou vulto e foi criado, em 17 de outubro de 1846, a Biblioteca da Marinha que foi instalada no Arsenal da Marinha da Corte onde ficaria até 1881, momento em que foi transferida para a rua Conselheiro Saraiva.

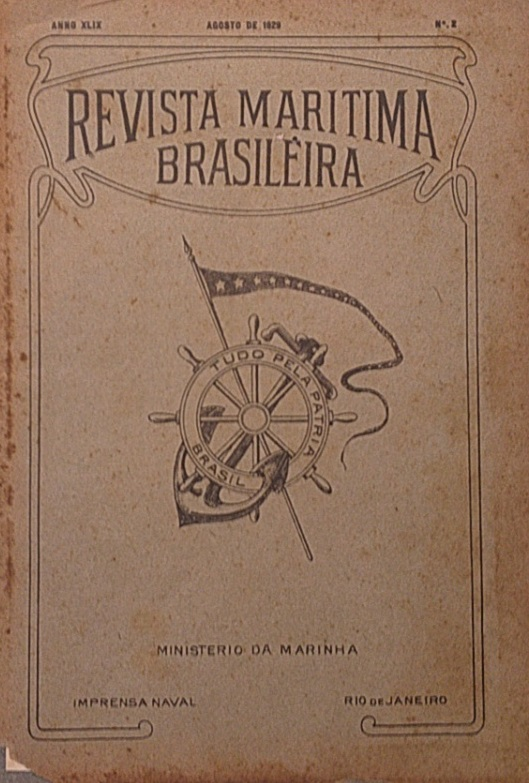
Capa da Revista Marítima Brasileira de agosto de 1929.

Nesse período, a Revista Marítima Brasileira entrou em circulação com o intuito da preservação da história da Marinha e discussão de assuntos relacionados a ela. Sua circulação foi interrompida no ano de 1855 e retomada em 1881 desta vez como uma revista de caráter institucional. Junto a isso, surge também o Museu Naval, planejado em 1868, mas só inaugurado em 1884. Estas três instituições serão reunidas sob o comando do Arsenal da Marinha Corte em 1894, com a adição do Arquivo da Marinha treze anos depois.
Esta estrutura organizacional não será de longa duração. Já em 1931 o Arquivo é desmembrado, seguido pelo Museu Naval no ano seguinte, com parte do acervo deste último sendo transferido para o Museu Histórico Nacional. O conteúdo da Biblioteca e todo o material restante em posse da Marinha foram movidos para seu Ministério. Entretanto, seis anos depois é criada a Divisão de História Marítima do Brasil com o intuito de recriar a organização anteriormente dissolvida, desta vez com caráter permanente. Desta forma, o Serviço de Documentação da Marinha também é criado, em 8 de junho de 1943, com a incorporação, em 1953, do Museu e do Arquivo e a mundança de nome (Serviço de Documentação Geral da Marinha) encerrando este processo.
O constante crescimento do material gerido pelo órgão, aliado à crescente demanda pela preservação de materiais, meios históricos e a produção de cultura, tornaram premente a alocação adequada das instalações responsáveis. O processo foi longo, apenas em 1972 a instituição conseguiu ocupar todo o edifício da rua Dom Manuel. Doze anos depois, a administração naval ampliou as instalações do órgão: os Departamentos de História, Arquivo e Biblioteca foram movidos para a antiga odontoclínica naval na Ilha das Cobras, enquanto o Museu Naval e o Departamento de Publicações e Divulgação permaneceram na rua Dom Manuel. Mais insituições e patrimônios serão incorporados em 1994, a saber: Espaço Cultural da Marinha, Ilha Fiscal, um prédio na rua Mayrink (local para o qual a Biblioteca foi movida) e meios navais. Em 1 de julho de 2008, a Diretoria do Patrimônio Histórico e Cultural da Marinha foi extinta e o Serviço de Documentação da Marinha foi renomeado como Diretoria do Patrimônio Histórico e Documentação da Marinha.

## Acervo e produção cultural
A DPHDM coordena suas atividades por meio de várias instituições subordinadas: Departamento de Museologia, Departamento de Arquivos, Departamento de História, a Biblioteca da Marinha, além dos recursos escritos como a Revista Marítima Brasileira. Nestes estabelecimentos é feita a criação de normas técnicas, capacitações e a preservação e guarda de artefatos, documentos, mapas, cartas hidrográficas e outras obras com valor histórico.

### Departamento de Museologia

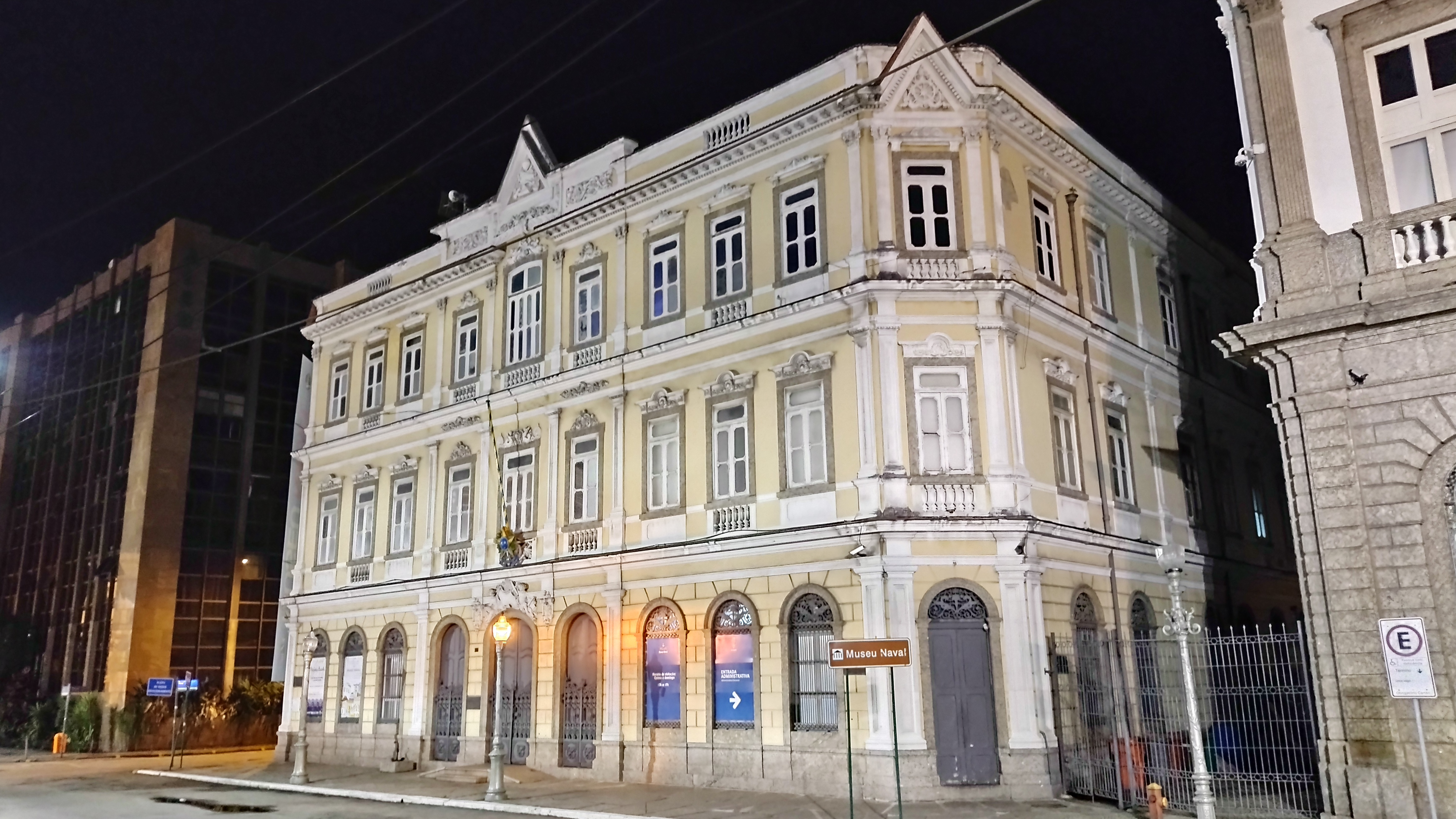
O Museu Naval, localizado no centro da cidade do Rio de Janeiro. É a sede do Departamento de Museologia.

Ao longo da história da Armada Imperial Brasileira, e depois Marinha do Brasil, diversas pinturas foram criadas para registrar os feitos passados como meio de preservar a memória dos mesmos e projetar poder para a posteridade. Conservar este acervo é o papel do Departamento de Museologia, sob a figura do Museu Naval, que faz uso de técnicas museográficas e várias metodologias com o fim de não somente conservar e gerenciar adequadamente estas obras.
O Departamento de Museologia contava em 2023 com mais de 23 mil peças de diversas origens e propósitos, tais como: medalhas, pinturas, gravuras, modelos navais, arqueologia subaquática, entre outros. O Departamento realiza várias atividades como a elaboração e divulgação de normas técnicas afetas à área, a promoção de exposições de longa e curta duração, além do intercâmbio cultural e técnico com outros museus, associações e entidades da área para a renovação de conhecimento e atualização de metodologias. Além disso, este departamento está subdividido nas divisões de Acervo Museológico, Exposições Museológicas e Divisão de Educação em Museus, cada um focado em determinadas áreas da museologia.

### Departamento de Arquivos

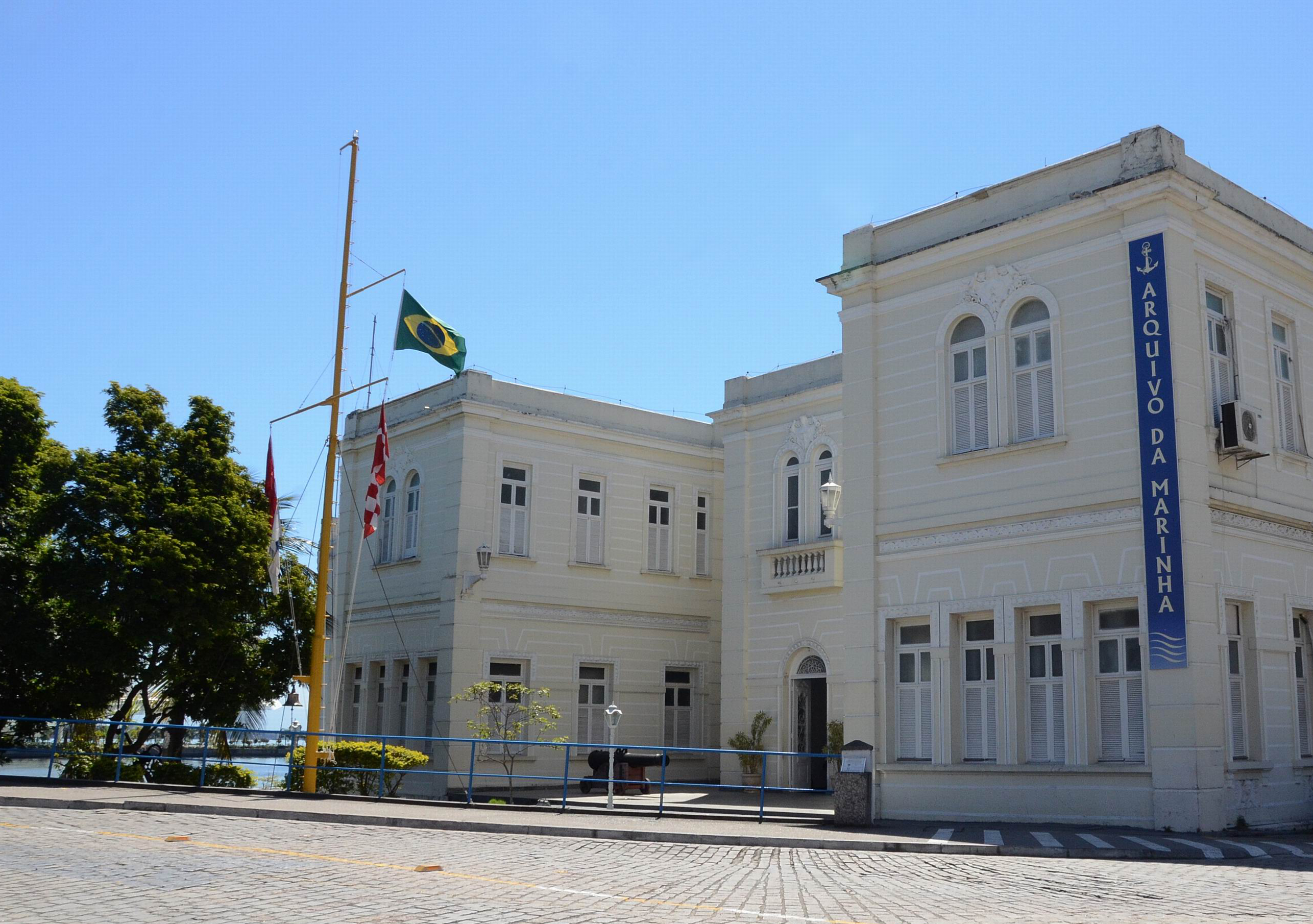
Arquivo da Marinha no Rio de Janeiro.

O Departamento de Arquivos da DPHDM, personififcado pelo Arquivo da Marinha, é um desdobramento da Política Nacional de Arquivos aplicada à Marinha. Sua função é prover a disponibilidade, armazenamento e pronto uso de seus arquivos. Sua história remonta ao século XVII, na Marinha Portuguesa onde diversos documentos, cartas e outros manuscritos foram introduzidos em seu acervo, descrevendo principalmente ações administrativas, com parte deles permanecendo em posse do órgão quando da Independência do Brasil. Entretanto, não havia uma organização formal até 1907, quando foi formalmente criado o Arquivo. Em 2010, o Arquivo recebeu um grande aporte ao ter adicionado à sua tutela o acervo do Almirante Joaquim Marques Lisboa, fazendo parte do Registro da Memória do Mundo.
Para o funcionamento desta estrututra, o Departamento está organizado da seguinte forma:
- Divisão de Documentos Escritos
- Divisão de Documentos Especiais
- Divisão de Acesso à Documentação

### Biblioteca da Marinha

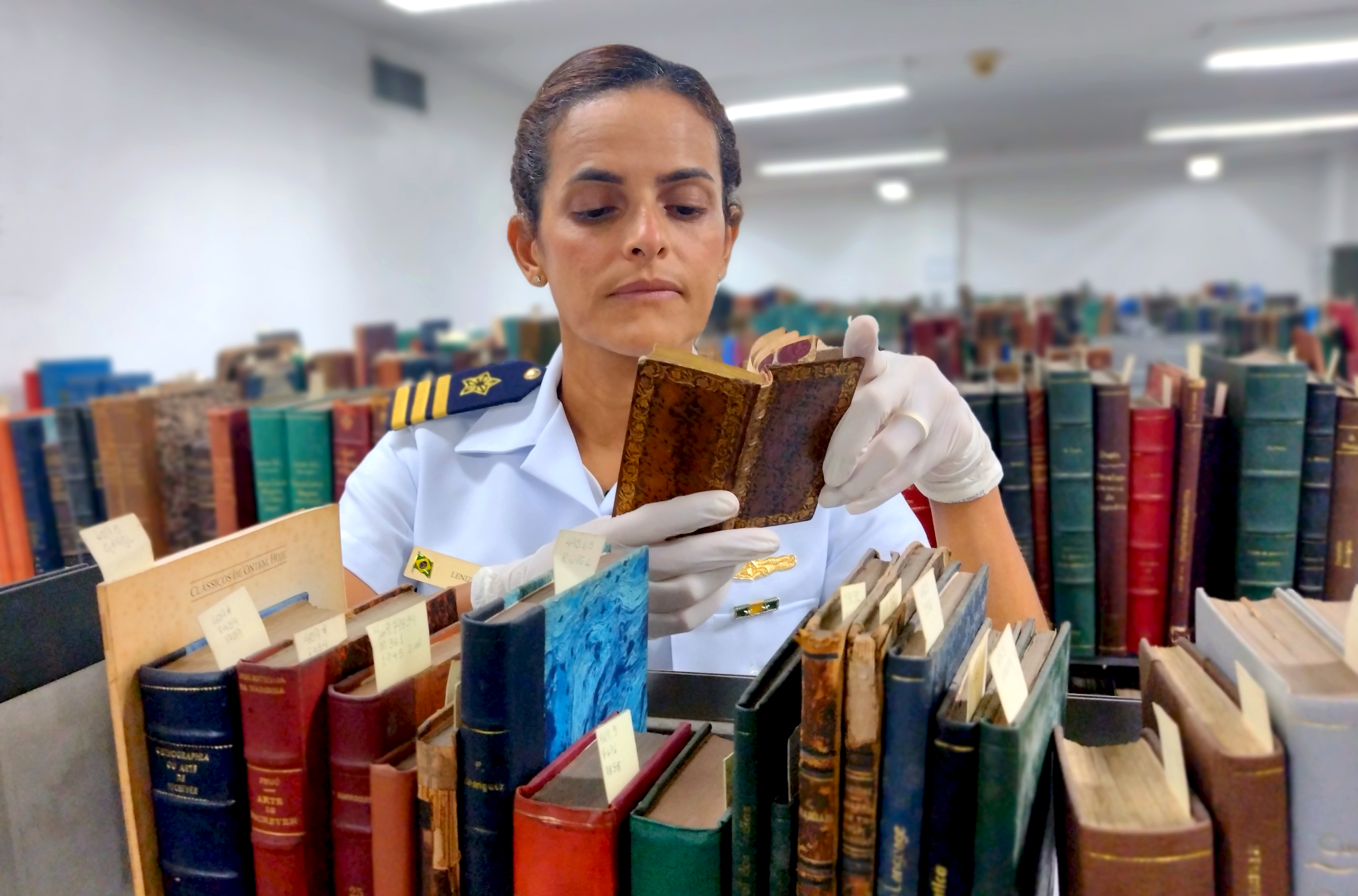
Bibliotecária da Marinha em atividade de processamento técnico.

Em termos de obras literárias, a Biblioteca da Marinha é a responsável por coordenar os esforços para a organização e manutenção destas, um papel semelhante ao do Arquivo. Sua história, porém, é mais antiga. A Biblioteca existe desde 1802 quando a Biblioteca da Academia Real dos Guardas-Marinha foi criada. O acervo dessa biblioteca foi trazido ao Brasil em 1807 e parte dele ficou por aqui após a Independência. Somente em 17 de outubro de 1846 a Biblioteca é organizada dentro da Marinha, tornando-se então detententora de grande parte dos registros escritos marítimos brasileiros.
Ao longo dos anos, a Biblioteca da Marinha passou a coordenar iniciativas diversas para o fomento da leitura. Além disso, a instituição incentiva o desenvolvimento de teses acadêmicas em seu meio, detendo grande repositório de periódicos, estudos científicos, pesquisas, dentre outros materiais. Porém, o foco principal da Bilbioteca em tempos recentes tem sido a digitalização de seu conteúdo. Nesse contexto, iniciativas como a Biblioteca Volante (micro-ônibus com cerca de 2 mil obras nele contidas) e a Biblioteca Rotativa (caixas com 100 a 140 livros de literatura geral, destinadas aos navios em comissão) têm sido adotadas para aumentar a acessibilidade do conteúdo da instituição.

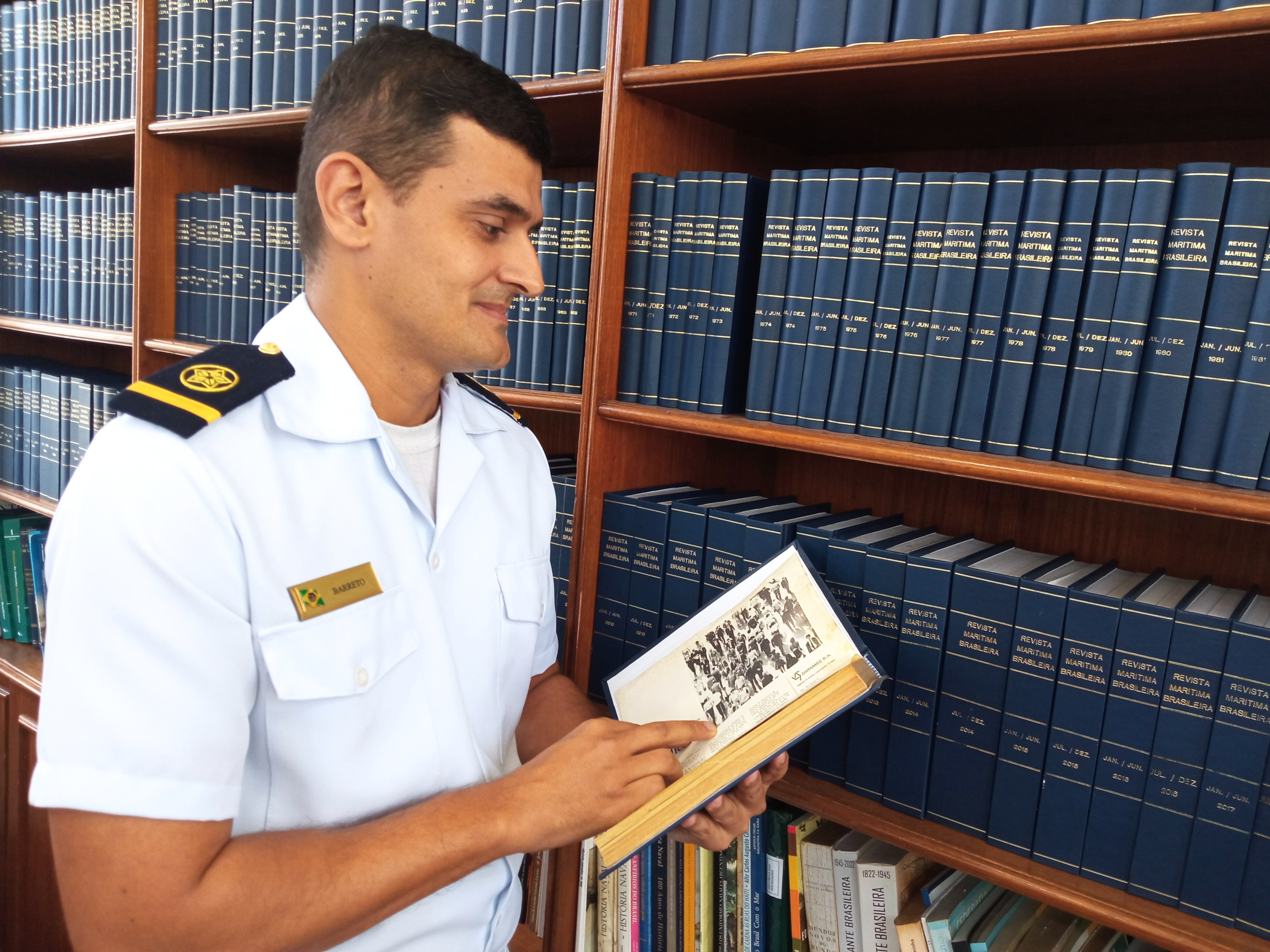
Historiador da Marinha do Brasil.

### Departamento de História
A seção histórica da DPHDM, originou-se em 1937, momento em que a Divisão de História Marítima do Brasil é criada. Esta iniciativa foi tomada pelo reconhecimento do alto escalão naval da necessidade de reforçar o papel e história da marinha brasileira. O Departamento de História cresceu em conjunto com a Diretoria, abarcando em sua estrutura os militares com maior predileção para o estudo histórico, sendo que, em seguida, profissionais com formação acadêmica já eram o foco do Departamento. Esta ala da DPHDM, portanto, é responsável pela pesquisa da história naval brasileira, abrangindo desde relatos orais e levantamentos sobre a história dos meios navais até pesquisas arqueológicas.
Assim como em outras partes da DPHDM, esta ala do departamento também tem se focado na digitalização de seu conteúdo em tempos recentes. Em consonância a isso, o Departamento de História também tem atuado na promoção de pesquisas arqueológicas subaquáticas, contidas no Atlas dos Naufrágios de Interesse Histórico da Costa do Brasil, o qual engloba milhares de estruturas naufragadas em águas jurisdicionais brasileiras.

### Departamento de Publicações e Divulgação
Esta ala da Diretoria foi formada inicialmente em 1972, ocasião em que foi publicado o primeiro tomo da Coleção História Naval Brasileira, tendo sido formada à princípio por redatores e diagramadores advindos da extinta Imprensa Naval. O grupo acabou ficando conhecido como "Editora SDM" até 2022. Inicialmente pensada como corretora ortográfica e diagramadora, o papel da organização evoluiu, assumindo a frente de diversos projetos como criação de e-books, publicações de livros, registros do ISBN, pesquisa iconográfica, serviços de consultoria a outras organizações militares de mesmo fim, etc.
O órgão possui um vasto catálogo de títulos referentes a História Militar e História do Brasil, Artes, Geografia, Geopolítica e diversas outras áreas ligadas ao Poder Naval, como a Revista Navigator.

### Revista Marítima Brasileira
Foi fundada em 1851 pelo Primeiro-Tenente Sabino Elói Pessoa. É a revista marítima mais antiga do mundo em atividade e foi a segunda criada no mundo, a primeira é a Morskoii Sbornik, da Rússia. Com edição trimestral, é destinada à publicação de artigos, dissertações, teses e notícias relacionados a diversos assuntos históricos, técnicos, estratégicos, políticos e do dia a dia militar. Assim sendo, é constantemente utilizada como material de estudo para questionamentos atuais e para provas nos cursos da Marinha.
A RMB é editada pela DPHDM, dentro dos padrões de produção científica reconhecidos pelos meios acadêmicos. Por isso, e por atender a várias áreas do conhecimento, possui conceito Qualis da Coordenação de Aperfeiçoamento de Pessoal de Nível Superior - CAPES.
O público-alvo inicial eram os oficiais de Marinha, e o intuito era estimular o debate referente às inovações relacionadas à problemática naval. Porém, a pertinência de seus artigos e a riqueza das informações neles contidas, com o passar dos anos, foram chamando a atenção dos demais estudiosos dos assuntos marítimos, e, assim, a RMB passou a ser enriquecida com artigos de especialistas civis, tanto brasileiros, quanto estrangeiros, interessados em participar da troca de informações, tornando-se, assim, um veículo de informação abrangente no que tange ao estudo do Poder Marítimo.

### Departamento de Administração
Esta ala da Diretoria é responsável pelo suporte às atividades realizadas pelo órgão, variando desde consertos e apoio logístico até a obtenção de licitações e projetos de engenharia. O Departamento atualmente está subdividido nas seguintes divisões:
- Pessoal: responsável pelo gerenciamento dos recursos humanos da instituição. Tem como principal meta a obtenção de um clima organizacional favorável dentro da Diretoria, fornecendo auxílio para os membros da organização e sua famílias por meio de programas sociais diversos e parcerias com outras instituições.
- Intendência: responsável pela gestão da verba destinada a pagamentos, orçamentos e llicitações. Possui como finalidade última a boa gestão dos recursos do órgão. Dessa forma, esta divisão atua financiando os mais variados projetos da DPHDM, além de atuar junto a outros órgãos visando sempre o equilíbrio e a responsabilidade financeira.

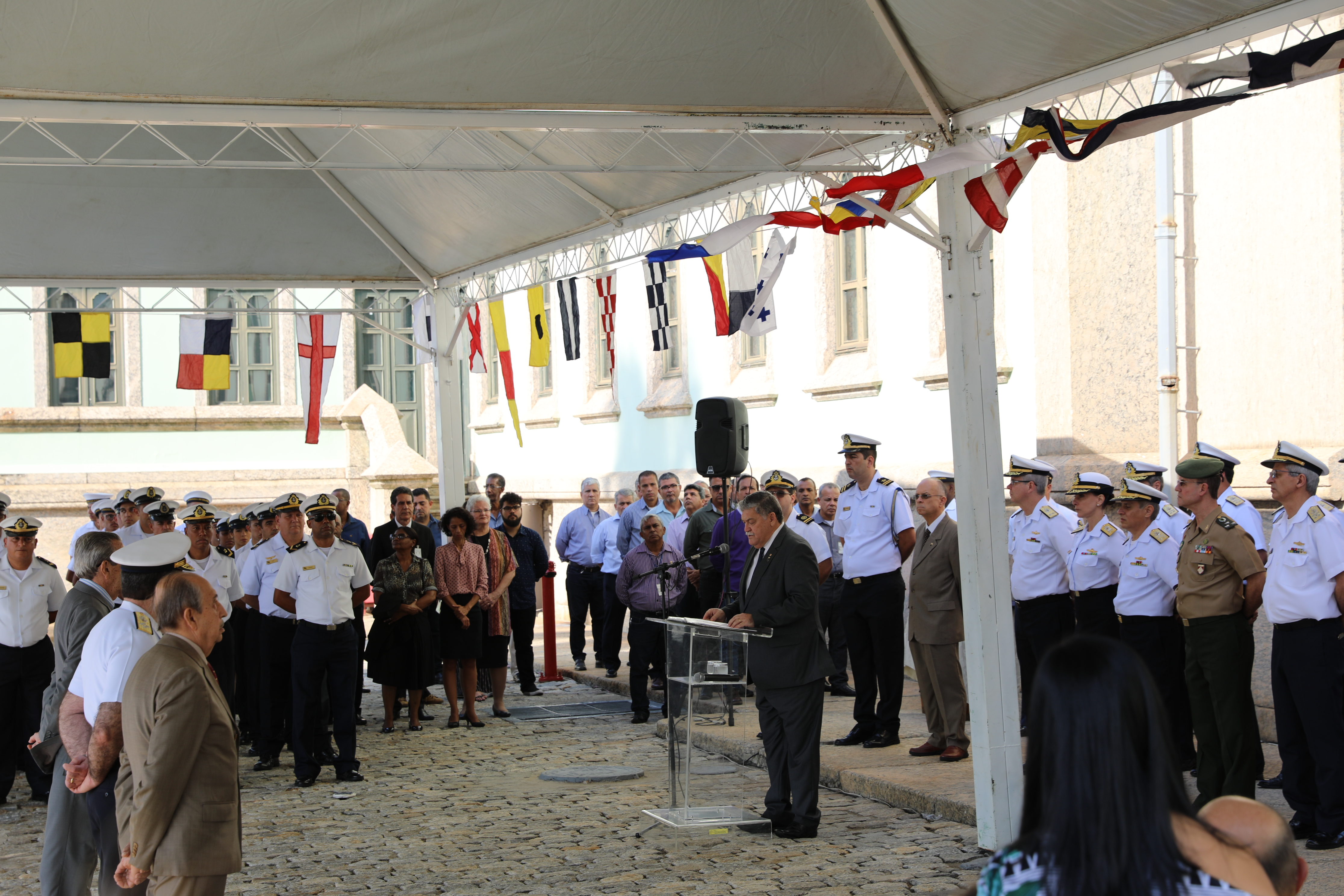
Vice-Almirante José Carlos Mathias durante a cerimônia comemorativa dos 76 Anos da DPHDM e lançamento da 8. Edição do livro Arte Naval em Junho de 2019 na Ilha Fiscal

## Instituições subordinadas
A DPHDM possui várias instituições culturais subordinadas, incluindo a Biblioteca da Marinha, o Arquivo da Marinha e vários museus:
- Museu Naval
- Museu Marítimo do Brasil - MuMa (em construção)[23]
- Ilha Fiscal
- Espaço Cultural da Marinha
- Navio-Museu Bauru
- Rebocador Laurindo Pitta
- Submarino-Museu Riachuelo
- Helicóptero-Museu Sea King
- Nau dos Descobrimentos